# Fonte do Concelho
A Fonte do Concelho localiza-se em Trevões. Trata-se de uma fonte que revela a presença romana nesta zona. Situa-se junto ao Lar de 3ª Idade "Santa Marinha".